# Домолега Олександр Русланович
Олександр Русланович Домолега (нар. 22 вересня 2003, Запоріжжя, Україна) — український футболіст, воротар юнацької команди полтавської «Ворскли».

## Життєпис
Народився в Запоріжжі. Вихованець футбольної академії МФК «Металург», у складі якого виступав у ДЮФЛУ. У дрослому футболі дебютував 26 вересня 2020 року в переможному (8:0) для «Металурга-2» виїзному поєдинку групи 3 аматорського чемпіонату України проти кропивницької «Зірки». Також перебував у заявці першої команди «металургів», але на футбольне поле не виходив.
Наприкінці липня 2021 року перебрався до структури «Ворскли». У сезоні 2021/22 років грав за команду U-19 в юнацькому чемпіонаті України. Вперше до заявки головної команди полтавчан потрапив 8 жовтня 2022 року, на переможний (2:1) домашній поєдинок 6-го туру Прем'єр-ліги України проти одеського «Чорноморця». Олександр просидів на лаві запасних усі 90 хвилин. На професійному рівні дебютував 24 травня 2024 року в програному (0:1) виїзному поєдинку 30-го туру Прем'єр-ліги України проти черкаського ЛНЗ. Домолега вийшов на поле в стартовому складі та відіграв увесь матч.